# Saint-Vincent-de-Mercuze
Saint-Vincent-de-Mercuze là một xã của tỉnh Isère, thuộc vùng Rhône-Alpes, đông nam nước Pháp.